# Libnotes (Libnotes) duyagi
Libnotes (Libnotes) duyagi is een tweevleugelige uit de familie steltmuggen (Limoniidae). De soort komt voor in het Oriëntaals gebied.